# Josep Maria Cullell
Josep Maria Cullell i Nadal (Barcelona, 11 de diciembre de 1942)es un político y economista español, uno de los fundadores de Convergència Democràtica de Catalunya (CDC).

## Biografía
Licenciado en Ciencias Empresariales por Escuela Superior de Administración y Dirección de Empresas (ESADE) y en Ciencias Económicas por la Universidad Autónoma de Barcelona, es doctor de troisième cycle por la Universidad de Montpellier. Miembro asociado del gabinete jurídico Cullell Associats desde 1995, ha ocupado diversos cargos en la empresa privada y pública como gestor, y ha sido profesor de hacienda pública y economía política en diversas universidades. Es asesor económico del Vaticano. y colaborador habitual en la prensa catalana, sobre todo.
En el ámbito político, hasta el comienzo de la década de 1970 militó en el Moviment Socialista de Catalunya, pero en 1974 se integró en el llamado Grup d'Acció al Servei de Catalunya, entidad con la que en 1976 formó parte de los fundadores de Convergència Democràtica de Catalunya (CDC). 
En las elecciones generales de 1979 obtuvo escaño de diputado al Congreso, y en las elecciones municipales de 1979 fue elegido concejal del ayuntamiento de Barcelona, nombrado después teniente de alcalde. Fue miembro de la comisión mixta de transferencias entre la Administración General del Estado y la Generalidad de Cataluña después de la aprobación del Estatuto de Autonomía de Cataluña de 1979. En las primeras elecciones democráticas al Parlamento de Cataluña desde la Segunda República celebradas en 1980, fue elegido diputado por la circunscripción electoral de Barcelona en la candidatura de Convergència i Unió, repitiendo escaño en las elecciones de 1984. 
En el gobierno de Jordi Pujol, sustituyó a Lluís Armet como Consejero de Política Territorial y Obras Públicas de la Generalidad (1980-1983), para después pasar a ser Consejero de Economía y Finanzas en el periodo 1983-1987. En 1993, tras ocupar escaño de nuevo en el Congreso de los Diputados en la IV Legislatura (1989-1993), fue nombrado de nuevo Consejero de la Generalidad, en esta ocasión de Obras Públicas y Urbanismo, pero dimitió al año siguiente al descubrirse su implicación en un caso de tráfico de influencias cuando se difundieron unas cintas grabadas ilegalmente en las que intercedía para que el ayuntamiento de San Pedro de Torelló comprase unas fincas de su cuñado, no volviendo a ocupar cargo público alguno y abandonando los cargos orgánicos en Convergència en 1999.

## Obras
- Capitalisme i crisi econòmica (1999)